# Barriopedro
Barriopedro es un municipio y localidad española de la provincia de Guadalajara, en la comunidad autónoma de Castilla-La Mancha. El término municipal, ubicado en la comarca de la Alcarria, tiene una población de 24 habitantes (INE 2024).

## Historia

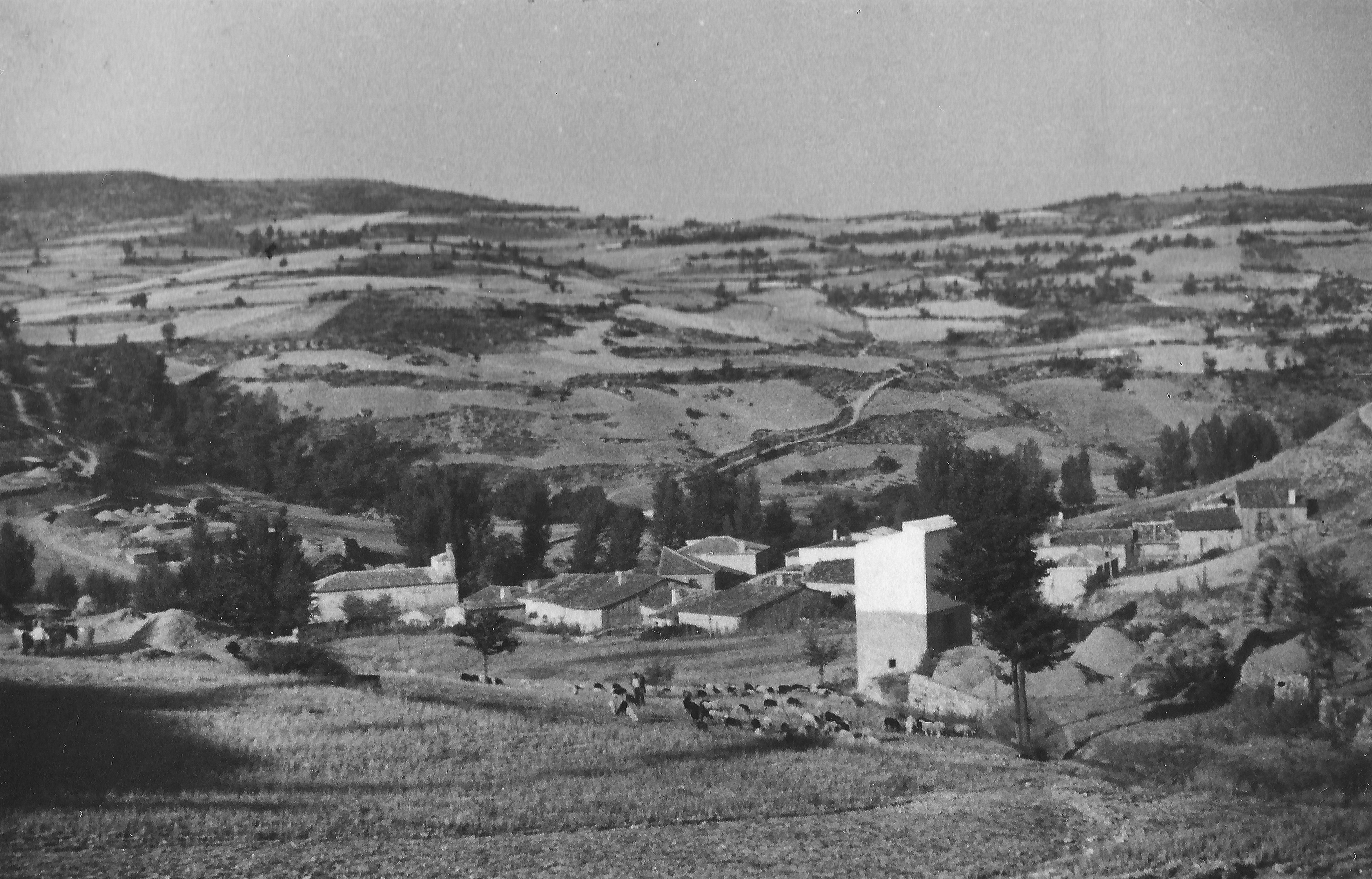
Barriopedro a mediados del

A mediados del siglo XIX, el lugar contaba con una población censada de 136 habitantes. La localidad aparece descrita en el cuarto volumen del Diccionario geográfico-estadístico-histórico de España y sus posesiones de Ultramar de Pascual Madoz de la siguiente manera:

BARRIO PEDRO: v. con ayunt. de la prov. de Guadalajara (7 leg.), part. jud. de Brihuega (2), and. terr. de Madrid (18), dióc. de Sigüenza (6), c. g. de Castilla la Nueva: sit. en lo hondo de un barranco, y semicírculo que forma la caida de una colina próxima á un arroyo; de poca ventilacion por estar dominada de elevados cerros, se deja mas sentir el aire N. y O. y se padecen intermitentes, inflamatorias y reumas: tiene 38 casas de tosca construccion, que forman varias calles empedradas unas, otras irregulares, pendientes y sin empedrado, y todas sucias é incómodas; municipalidad, cárcel y pósito en el mismo edificio, escuela de primera educacion desempeñada por el sacristan, mediante una corta retribucion en grano que pagan las familias de los 8 niños que concurren; igl. con el título de Ntra. Sra. de los Remedios, cuya parroquial es aneja á la de Valderrebollo, una ermita dedicada á Ntra. Sra. de la Soledad cuya imagen se colocó en 1806 de moderna construccion á la cual domina una arboleda de elevados chopos, 2 fuentes de buenas aguas á la salida del pueblo, y mas lejos el cementerio, que no perjudica á la salubridad. Confina el térm. por N. con el de Valderrebollo; E. y S. la Olmeda del estremo; O. Brihuega, en dist. de 1/2 leg. próximamente á todos los puntos y comprende 171 fan. de las que se cultivan 550 todas de tercera clase, sembrándose por mitad cada año; hay tambien 2 1/2 fan. de huertos, y 6 de regadío, y todas las demás del térm. son montes, bien poblados que suelen cortarse para carboneo: le baña un riach. temible en sus desbordaciones llamado Barranco del Villar, porque tiene su nacimiento en el desp. de este nombre térm. de Solamillas del estremo, pasa á 4 varas del pueblo, y va á reunirse al Tajuña 1/2 leg. despues: el terreno participa de muy poco llano, todo montuoso, en cuestas pendientes y grandes cord. en particular por la parte del SO. y N.; para subir á cualquiera de estas alturas se necesita mas de una hora; por el lado S. tiene 6 grandes barrancos y 4 por el N. y sirve de madre para recibir sus aguas el en que se halla fundada la pobl.: todas sus cuestas y barrancos son pedregosos, áridos, de poca miga y llenos de maleza; los caminos son locales y de herradura; el correo se recibe en Brihuega por balijero los martes, jueves y sábados; prod.: trigo, cebada, avena, garbanzos, almortas, patatas, pocas judias, cáñamo, miel y alguna uva que por su corta cantidad no se pisa: se mantiene ganado lanar, cabrio cuenta poco, 12 reses de vacuno, 15 de mular y 10 de menor con destino á la labranza y cultivo, y se cria mucha caza de todas clases y animales dañinos; ind.: hilado de lanas por las mujeres al torno, á cuyo fin hay 2 escuelas; un molino harinero; pobl.: 44 vec., 136 alm.; cap. prod., 1.817,800 rs.; imp.: 65,424; contr.: 3,052—31 mrs. presupuesto municipal 2,220 del que se pagan 250 al secretario por su dotacion y se cubre con el prod. que rinden un horno de pan, el pasto de montanera, los montes carbonales, y el déficit por repartimiento vecinal.
(Madoz, 1846, p. 56)

## Demografía

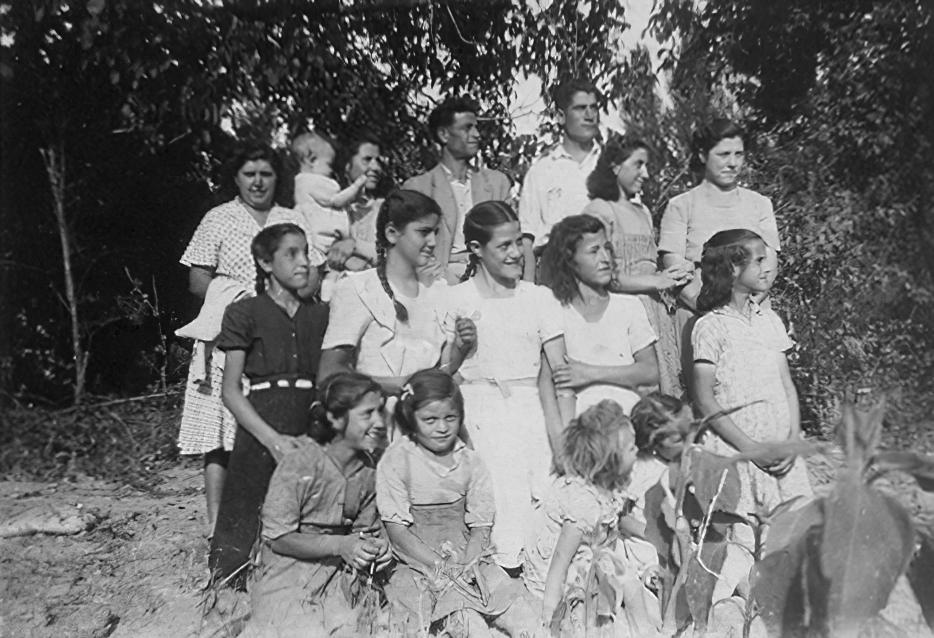
Jóvenes de Barriopedro a mediados del

Barriopedro cuenta con una población de 24 habitantes (INE 2024).
| Gráfica de evolución demográfica de Barriopedro entre 1842 y 2021                                                   |
| |
| Población de derecho según los censos de población del INE Población de hecho según los censos de población del INE |

| 1991 |  | 1996 |  | 2001 |  | 2004 |  | 2013 |  | 2015 |
| ---- |  | ---- |  | ---- |  | ---- |  | ---- |  | ---- |
| 26   |  | 36   |  | 31   |  | 32   |  | 20   |  | 19   |

## Fiestas patronales
Las fiestas patronales son el 2 de febrero (Las Candelas).